# Fallida del deute sobirà
Una fallida del deute sobirà és el fracàs o rebuig del govern d'un estat sobirà de pagar la totalitat del seu deute; i se sol parlar de crisi del deute sobirà quan el govern no pot pagar part del deute en els terminis establerts. El cessament dels pagaments deguts pot acompanyar-se o be d'una declaració formal (repudiament) del govern que no paga (o només parcialment paga) els seus deutes, o pot ser que no ho anunciï. Una agència d'avaluació de crèdit tindrà en compte en la seva valoració: el capital, els interessos, els impagaments estranys i procedimentals, l'incompliment dels terminis dels bons o altres instruments de deute. Els països s'han escapat, de vegades, de la càrrega real de part del seu deute a través de la inflació. Això no és una "fallida" en el sentit habitual perquè el deute és satisfet, encara que amb una moneda de menor valor real. De vegades, els governs devaluen la seva moneda. Això es pot fer imprimint més diners per aplicar-se als seus propis deutes o per tal de finalitzar o alterar la convertibilitat de les seves monedes en metalls preciosos o en moneda estrangera a tipus fix.
Si els prestadors potencials o els compradors de bons comencen a sospitar que un govern no pot pagar el seu deute, poden exigir un elevat tipus d'interès per compensar el risc d'incompliment. L'augment dramàtic del tipus d'interès a què s'enfronta un govern per temor a que no satisfaci el seu deute a vegades es denomina crisi de deute sobirà. Els governs poden ser especialment vulnerables a una crisi del deute sobirà quan es basen en el finançament a través de bons a curt termini, ja que crea una situació d'incompatibilitat entre el seu finançament a curt termini i el valor de l'actiu a llarg termini de la seva base imposable.
També poden ser vulnerables a una crisi de deute sobirà a causa de la disparitat monetària: si s'accepten pocs bons en la seva pròpia moneda a l'estranger, el país emet principalment bons emesos a l'estranger, la disminució del valor de la seva pròpia moneda pot fer que sigui prohibitivament cara per pagar els seus bons emesos a l'estranger (vegeu el pecat original).
Atès que un govern sobirà, per definició, controla els seus propis assumptes, no pot estar obligat a pagar el seu deute. No obstant això, els governs poden afrontar una forta pressió dels països prestadors. En alguns casos extrems, nacions creditores pderoses, abans de l'establiment de l'article 2 (4) de la Carta de les Nacions Unides que prohibia l'ús de la força pels estats, van cometre amenaces de guerra o van fer una guerra contra una nació deutora perquè no pagava el deute, i així s'apoderava d'actius per fer complir els seus drets de creditor. Per exemple, la Guerra angloegípcia del 1882. Altres exemples inclouen la "diplomàcia de les canoneres" dels Estats Units a Veneçuela a mitjans de la dècada de 1890 i l'ocupació d'Haití pels Estats Units a partir de 1915.
Avui en dia, un govern que es manté en fallida pot estar àmpliament exclòs d'un crèdit addicional, alguns dels seus actius a l'estranger poden ser confiscats i pot afrontar la pressió política dels seus propis tenidors de bons nacionals per pagar el seu deute. Per tant, els governs poques vegades rebutgen el pagament del valor total del deute. En lloc d'això, sovint entren en negociacions amb els seus accionistes de bons per acordar un retard (reestructuració del deute) o una reducció parcial del deute (una "tallada de cabells").
Alguns economistes han argumentat que, en el cas de les crisis agudes d'insolvència, pot ser aconsellable que els reguladors i els prestadors supranacionals preparin una reestructuració ordenada del deute públic de la nació. En el cas de Grècia, aquests experts en general creuen que un retard en l'organització d'un pagament ordenat farà malbé la resta d'Europa.
El Fons Monetari Internacional (FMI) sovint presta per a la reestructuració del deute sobirà. Per assegurar que els fons estiguin disponibles per pagar la part restant del deute sobirà, ha fet que aquests préstecs estiguin condicionats a actes com reduir la corrupció, imposar mesures d'austeritat com reduir serveis del sector públic, elevar els impostos (ingressos) o més rarament suggereixen altres formes de recaptació d'ingressos, com la nacionalització de sectors econòmics inútils o corruptes però lucratius. Un exemple recent és l'acord grec de rescat de maig de 2010.